# Kelvion PHE
Kelvion PHE (ehem. GEA Ecoflex) mit Sitz in Sarstedt entwickelt und produziert gedichtete und vollverschweißte Plattenwärmetauscher (engl.: Plate heat exchangers = PHE) für den industriellen Einsatz. Das Unternehmen wurde 1856 von Eduard Ahlborn gegründet und erfand 1931 den ersten Plattenwärmetauscher zur Milchpasteurisierung.
Kelvion PHE zählt zu den weltweit führenden Produzenten von Plattenwärmetauschern für die Anwendungsbereiche Klimaanlagen, Schwerindustrie, Kältetechnik, Zucker, Chemie, Textil, Papier/Zellstoff, Nahrungsmittelindustrie, Pharma, Marine und Energie.

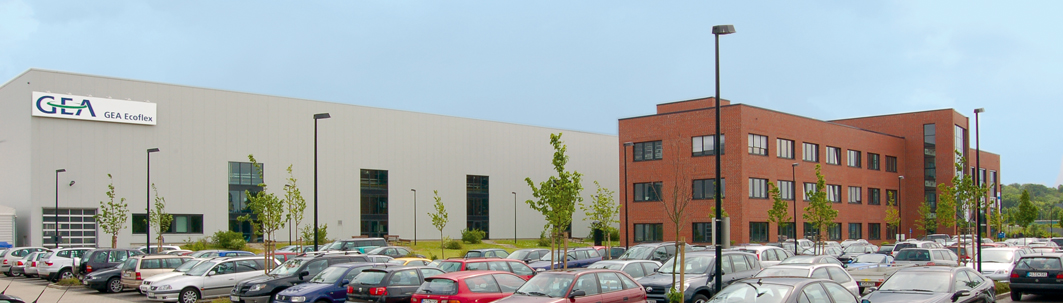
Foto aus dem Jahr 2008, noch mit dem Namen GEA Ecoflex

## Geschichte
Kommerzienrat Eduard Ahlborn (1823–1899) gründete 1856 das Unternehmen in Hildesheim als Landmaschinenhandel. Ab 1875 baute Ahlborn Molkereimaschinen. Eine Reihe von Innovationen stammen aus dem Hause Ahlborn:
- 1899: Kohlensäure-Kompressoren in stehender und liegender Bauart
- 1922: Verwendung von Ammoniak-Kompressoren
- 1928: „AHLBORN Milcherhitzer in Plattenbauweise“, Pionierleistung auf dem Gebiet der Plattenwärmetauschertechnologie
- 1933: erste automatische Kälteanlage zur Milchkühlung[3]

Neben der Bergedorfer Eisenwerk AG und der Firma Gebrüder Bayer aus Augsburg war Ahlborn eines der drei Unternehmen, die Molkereimaschinen mit Kühlung anboten.
Bei den Luftangriffen auf Hildesheim während des Zweiten Weltkrieges wurde das Werk zerstört. Nach dem Wiederaufbau entwickelte sich Ahlborn zu einem führenden Unternehmen der Investitionsgüterindustrie für Molkereien, Brauereien sowie Nahrungs- und Genussmittelindustrie. Die Fertigungstiefe wuchs bis hin zu Komplettanlagen. Ahlborn baute Kälteanlagen, Butterungsmaschinen, Gärdrucktanks, Verdampfer, Pumpen und Plattenwärmetauscher und entwickelte eigene Mess- und Regel-Aggregate zur Prozessautomation in der Lebensmittelverarbeitung.

## Die Entwicklung der Plattenwärmetauscher
Ab Mitte der 1950er Jahre fokussierte sich das Unternehmen als Folge der gesetzlichen Anforderungen bei der Milchpasteurisierung zunehmend die Weiterentwicklung von gedichteten Plattenwärmetauschern. Dem ursprünglichen Einstrom-Apparat folgte 1957 der erste Freistromapparat.
Durch das Konstruktionsprinzip ließ sich der Freiströmer nicht nur für Milchprodukte, sondern auch für viskose und feststoffhaltige Produkte einsetzen. Fruchtsäfte oder Eiprodukte ließen sich blockierungsfrei temperieren. 1971 wurden die ersten Industrieapparate für die chemische Industrie, Stahlwerke und den Kraftwerksbau geliefert. 1977 folgte der erste Varitherm-Apparat, mit dem das Einsatzspektrum der Plattenwärmetauscher vor allem bei der Kühlung von Schiffsmotoren mit Seewasser und im Bereich der zentralen Gebäudetechnik erheblich erweitert wurde.

## Eigentümer

Logo der GEA Ecoflex GmbH

1979 übernahm die GEA Group aus Bochum das Unternehmen und benannte es in GEA Ahlborn GmbH & Co. KG um. Unrentable Geschäftsfelder wie Tank- oder Pumpenbau wurden von GEA nicht weitergeführt. Infolge weiterer Zukäufe strukturierte die GEA Group Mitte der 1990er Jahre den Gesamtkonzern neu. Das führte auch bei GEA Ahlborn zu Umstrukturierungen. Am 18. April 1995 wurde die GEA Ecoflex GmbH gegründet und die Plattenwärmetauscherproduktion dorthin ausgegliedert. Das Unternehmen siedelte sich in Sarstedt an. Heute werden am Standort Sarstedt neben den gedichteten Plattenwärmetauschern in einem 4.800 m2 großen Hallenneubau vollverschweißte Plattenwärmetauscher gefertigt.
Im Jahr 2014 trennte sich die GEA Group vom Geschäftsbereich der Wärmetauscher und verkaufte an den Finanzinvestor Triton. Als Holding fungierte zunächst die HX Holding GmbH mit Sitz in Bochum, die seit November 2015 als Kelvion Holding GmbH alle Unternehmen des ehemaligen Geschäftsbereich unter der neuen Marke Kelvion vereint. Der Standort Sarstedt wird seit November 2015 unter dem Namen Kelvion PHE GmbH geführt.